# Bajaj Chetak
La Chetak è un modello di scooter prodotto dalla casa motociclistica indiana Bajaj Auto.
Nel 1961 la Piaggio strinse un accordo con la Bajaj e iniziò la produzione in India della Vespa, modelli VNB, VBB e successivamente Sprint e super 150. La collaborazione si concluderà nel 1996 e da allora la Bajaj continuò a commercializzare gli scooter prodotti a nome proprio come Chetak, fino al dicembre 2005 quando terminò la produzione.

## Tecnica
La Chetak è rimasta sostanzialmente invariata per diversi anni, beneficiando di poche modifiche mirate. Fra queste, l'adozione nel 1980 dell'accensione elettronica CDI e la conversione dell'impianto elettrico, da 6 a 12 volt, sulla nuova versione "Electronic 12V". Successivamente furono aggiunti anche gli indicatori di direzione, di forma tonda, montati a sbalzo sulla carrozzeria. Continuava, tuttavia, la produzione di una versione più spartana, la "Super" (notare l'analogia con l'omonimo modello Vespa), dotata ancora di accensione a punte platinate, di ruote da 8 pollici e di impianto elettrico a 6V.

## Evoluzione e modelli derivati
Nel corso degli anni novanta, alla Chetak "normale", denominata poi Chetak Classic (la quale conservava un aspetto molto simile a quello delle Vespa degli anni settanta) fu affiancata una nuova versione, denominata Chetak Electronic. Le novità del nuovo veicolo consistevano nell'estetica rivisitata (che si avvaleva di maschere in plastica integranti gli indicatori di direzione e riportate sulla lamiera della scocca) e nella nuova sella (molto lunga).
Verso la fine degli anni novanta, la Chetak fu di nuovo sottoposta ad un intervento di restyling. Nacque così la Classic SL, sempre provvista delle maschere in plastica, ora dal profilo meno squadrato, che avevano contraddistinto il modello precedente. Alcuni lamierati, quali i cofani laterali ed il parafango anteriore, furono ridisegnati. Nuove anche la forma della sella e le geometrie della sospensione anteriore, ora definita "Anti Dive", in virtù della presenza di una bielletta funzionale al contenimento del tanto conosciuto quanto fastidioso problema di affondamento dell'avantreno, comune alla Vespa. La "Classic SL" fu inoltre equipaggiata con una strumentazione di nuovo disegno, che in alcuni casi comprendeva l'indicatore del livello carburante e, sui modelli provvisti di miscelatore, anche la spia di riserva dell'olio motore. Oltre al già citato miscelatore automatico, fra gli optional disponibili vi era anche l'avviamento elettrico.
Contemporaneamente alla Classic SL, Bajaj approntò un'altra versione della Chetak, la "4S" ("four stroke"), dotata di un semplice quanto innovativo monocilindrico a quattro tempi con cubatura di 146cc. Per questa versione il telaio fu ridisegnato, abbandonando così gli stampi di derivazione Piaggio, ma non la soluzione, tipicamente vespistica, del motore posizionato lateralmente. Questo modello è stato molto apprezzato negli Stati Uniti, dove è stato venduto in svariate unità. Dalla Chetak "4S" derivò la Legend, contraddistinta da un manubrio di nuovo disegno, dotato di faro rettangolare, e da altre piccole differenze. Invariato, tuttavia, il blocco motore.

## Origine del nome
Il nome Chetak era ripreso dal leggendario cavallo del guerriero Indiano Rana Pratap Singh.

## Caratteristiche tecniche
| Caratteristiche tecniche - Bajaj Chetak 150 Classic - 1994                                | Caratteristiche tecniche - Bajaj Chetak 150 Classic - 1994 | Caratteristiche tecniche - Bajaj Chetak 150 Classic - 1994 | Caratteristiche tecniche - Bajaj Chetak 150 Classic - 1994 | Caratteristiche tecniche - Bajaj Chetak 150 Classic - 1994 | Caratteristiche tecniche - Bajaj Chetak 150 Classic - 1994 |
| Dimensioni e pesi                                                                         | Dimensioni e pesi | Dimensioni e pesi | Dimensioni e pesi | Dimensioni e pesi | Dimensioni e pesi |
| ----------------------------------------------------------------------------------------- | --- | --- | --- | --- | --- |
| Ingombri (lungh.×largh.×alt.)                                                             | 1770 × 695 × 1090 mm | 1770 × 695 × 1090 mm | 1770 × 695 × 1090 mm | 1770 × 695 × 1090 mm | 1770 × 695 × 1090 mm |
| Interasse: 1230 mm                                                                        | Interasse: 1230 mm | Massa a vuoto: 100 kg | Massa a vuoto: 100 kg | Serbatoio: 7,5 l | Serbatoio: 7,5 l |
| Meccanica                                                                                 | | | | | |
| Tipo motore: monocilindrico orizzontale a 2 tempi                                         | Tipo motore: monocilindrico orizzontale a 2 tempi | Tipo motore: monocilindrico orizzontale a 2 tempi | Tipo motore: monocilindrico orizzontale a 2 tempi | Raffreddamento: ad aria forzata | Raffreddamento: ad aria forzata |
| Cilindrata                                                                                | 145,45 cm³ (Alesaggio 57 × Corsa 57 mm) | 145,45 cm³ (Alesaggio 57 × Corsa 57 mm) | 145,45 cm³ (Alesaggio 57 × Corsa 57 mm) | 145,45 cm³ (Alesaggio 57 × Corsa 57 mm) | 145,45 cm³ (Alesaggio 57 × Corsa 57 mm) |
| Distribuzione: regolata dal pistone                                                       | Distribuzione: regolata dal pistone | Distribuzione: regolata dal pistone | Alimentazione: un carburatore Spaco S1 20D; miscela al 2% | Alimentazione: un carburatore Spaco S1 20D; miscela al 2% | Alimentazione: un carburatore Spaco S1 20D; miscela al 2% |
| Potenza: 7,5 CV a 5.600 giri/min                                                          | Potenza: 7,5 CV a 5.600 giri/min | Coppia: 1,1 kgm a 3.500 giri/min | Coppia: 1,1 kgm a 3.500 giri/min | Rapporto di compressione: 7,4:1 | Rapporto di compressione: 7,4:1 |
| Frizione: multidisco in bagno d'olio, comando a cavo                                      | Frizione: multidisco in bagno d'olio, comando a cavo | Frizione: multidisco in bagno d'olio, comando a cavo | Cambio: 4 marce in blocco, comando a manopola | Cambio: 4 marce in blocco, comando a manopola | Cambio: 4 marce in blocco, comando a manopola |
| Accensione                                                                                | elettronica | elettronica | elettronica | elettronica | elettronica |
| Trasmissione                                                                              | primaria a ingranaggi elicoidali; secondaria tramite gli ingranaggi del cambio | primaria a ingranaggi elicoidali; secondaria tramite gli ingranaggi del cambio | primaria a ingranaggi elicoidali; secondaria tramite gli ingranaggi del cambio | primaria a ingranaggi elicoidali; secondaria tramite gli ingranaggi del cambio | primaria a ingranaggi elicoidali; secondaria tramite gli ingranaggi del cambio |
| Avviamento                                                                                | a pedale | a pedale | a pedale | a pedale | a pedale |
| Ciclistica                                                                                | | | | | |
| Telaio                                                                                    | scocca portante in lamiera stampata | scocca portante in lamiera stampata | scocca portante in lamiera stampata | scocca portante in lamiera stampata | scocca portante in lamiera stampata |
| Sospensioni                                                                               | Anteriore: forcella monobraccio a biella di reazione con molla elicoidale e ammortizzatore idraulico / Posteriore: motore oscillante e monoammortizzatore idraulico laterale con molla elicoidale coassiale | Anteriore: forcella monobraccio a biella di reazione con molla elicoidale e ammortizzatore idraulico / Posteriore: motore oscillante e monoammortizzatore idraulico laterale con molla elicoidale coassiale | Anteriore: forcella monobraccio a biella di reazione con molla elicoidale e ammortizzatore idraulico / Posteriore: motore oscillante e monoammortizzatore idraulico laterale con molla elicoidale coassiale | Anteriore: forcella monobraccio a biella di reazione con molla elicoidale e ammortizzatore idraulico / Posteriore: motore oscillante e monoammortizzatore idraulico laterale con molla elicoidale coassiale | Anteriore: forcella monobraccio a biella di reazione con molla elicoidale e ammortizzatore idraulico / Posteriore: motore oscillante e monoammortizzatore idraulico laterale con molla elicoidale coassiale |
| Freni                                                                                     | Anteriore: a tamburo / Posteriore: a tamburo | Anteriore: a tamburo / Posteriore: a tamburo | Anteriore: a tamburo / Posteriore: a tamburo | Anteriore: a tamburo / Posteriore: a tamburo | Anteriore: a tamburo / Posteriore: a tamburo |
| Pneumatici                                                                                | anteriore e posteriore 3.50-10" | anteriore e posteriore 3.50-10" | anteriore e posteriore 3.50-10" | anteriore e posteriore 3.50-10" | anteriore e posteriore 3.50-10" |
| Prestazioni dichiarate                                                                    | | | | | |
| Velocità massima                                                                          | 87,8 km/h | 87,8 km/h | 87,8 km/h | 87,8 km/h | 87,8 km/h |
| Accelerazione                                                                             | 400 metri da fermo in 23,295 s | 400 metri da fermo in 23,295 s | 400 metri da fermo in 23,295 s | 400 metri da fermo in 23,295 s | 400 metri da fermo in 23,295 s |
| Consumo                                                                                   | urbano 23,4 km/l; extraurbano 25,2 km/l | urbano 23,4 km/l; extraurbano 25,2 km/l | urbano 23,4 km/l; extraurbano 25,2 km/l | urbano 23,4 km/l; extraurbano 25,2 km/l | urbano 23,4 km/l; extraurbano 25,2 km/l |
| Altro                                                                                     | | | | | |
| Note                                                                                      | velocità, accelerazione e consumo rilevati da Motociclismo | velocità, accelerazione e consumo rilevati da Motociclismo | velocità, accelerazione e consumo rilevati da Motociclismo | velocità, accelerazione e consumo rilevati da Motociclismo | velocità, accelerazione e consumo rilevati da Motociclismo |
| Fonte dei dati: Aldo Benardelli, Passaggio in India, Motociclismo dicembre 1994, pag. 155 | | | | | |